# Sejm zwyczajny 1631
Sejm 1631 – sejm zwyczajny I Rzeczypospolitej został zwołany 10 sierpnia 1630 roku przez króla Zygmunta III Wazę do Warszawy na 16 października 1630 roku. Odłożony został do 10 stycznia 1631 roku, a następnie 14 grudnia 1630 przeniesiony na 29 stycznia 1631 roku.
Sejmiki przedsejmowe w województwach odbyły się we wrześniu 1630 roku. Marszałkiem sejmu obrano Jerzego Ossolińskiego podstolego koronnego. Obrady sejmu trwały od 29 stycznia do 12 marca 1631 roku.
Na sejmie przeciwstawiono się planom króla Zygmunta wyboru królewicza Władysława vivente rege (za życia króla). Zaakceptowano natomiast królewicza Jana Olbrachta Wazę na stanowisku biskupa warmińskiego. Protestowano przeciwko wykupowi zadłużonych dóbr żywieckich przez królową Konstancję, które miały stać królewszczyznami. Uchwalono pobór. Sejm zakończył obrady 12 marca 1631 roku.